# Claude Schnell
Claude Schnell (Brooklyn, 17 de mayo de 1958) es un tecladista estadounidense, reconocido por haber tocado en las agrupaciones Dio y Rough Cutt.

## Carrera
Schnell ha tocado para las bandas Magic, Rough Cutt y Dio. Con Rough Cutt, participó en los álbumes Used and Abused y A Little Kindness. Hizo parte de los trabajos The Last in Line, Sacred Heart y Dream Evil de la banda Dio. Incluso estuvo con la agrupación en la gira de Holy Diver, aunque no haya participado en la grabación del álbum mismo.

## Discografía con Dio
- The Last in Line (1984)
- Sacred Heart (1985)
- Dream Evil (1987)